# HD 196761
HD 196761 är en ensam stjärna belägen i den mellersta delen av stjärnbilden Stenbocken. Den har en skenbar magnitud av ca 6,37 och är mycket svagt synlig för blotta ögat där ljusföroreningar ej förekommer. Baserat på parallaxmätning inom Hipparcosuppdraget på ca 69,5 mas, beräknas den befinna sig på ett avstånd på ca 47 ljusår (ca 14 parsek) från solen. Den rör sig närmare solen med en heliocentrisk radialhastighet på ca -45 km/s.

## Egenskaper
HD 196761 är en solliknande gul till vit stjärna i huvudserien av spektralklass G8 V, som har en andel av element tyngre än väte och helium, känd som metallicitet, som är ungefär hälften solens. Den har en massa som är ca 0,8 solmassor, en radie som är ca 0,9 solradier och har ca 0,6 gånger solens utstrålning av energi från dess fotosfär vid en effektiv temperatur av ca 5 500 K.
HD 196761  har undersökts med avseende på överskott av infraröd strålning, som kan ange närvaro av en omgivande stoftskiva, men fram till 2015 har ingen sådan upptäckts.